# 아마고 요시히사
아마고 요시히사(尼子義久)는 센고쿠 시대의 다이묘이자 에도 시대 전기까지의 무장이다. 아마고 하루히사(尼子晴久)의 장남(嫡男).
| 전임 아마고 하루히사 | 제6대 아마고 씨 당주 1560년 ~ 1596년 | 후임 아마고 모토사토 |